# Takeuchi Naoko
Takeuchi Naoko (Kanji: 武内 直子; Hán Việt: Võ Nội Trực Tử) sinh ngày 15 tháng 3 năm 1967, là một họa sĩ manga sống tại Tokyo, Nhật Bản. Công việc của cô được rất nhiều fan của Manga và Anime ngưỡng mộ. Tác phẩm nổi tiếng nhất của cô - Sailor Moon, được tái bản và bày bán rộng rãi tại Bắc Mỹ. Takeuchi cũng rất mê du lịch và đã đến Mỹ rất nhiều lần.
Cô là vợ của họa sĩ manga nổi tiếng Togashi Yoshihiro. Ông là tác giả của Hunter x Hunter, Yu Yu Hakusho, Level E

## Tiểu sử
Naoko có bố là Kenji và mẹ là Ikuko Takeuchi. Cô có một người em trai tên Singo. Cô đã dùng những cái tên này trong bộ manga Sailor Moon nổi tiếng của mình. Ngoài ra, trong những buổi phỏng vấn hay trong bộ truyện, cô cũng đề cặp đến điều này trong phần chú thích dành cho tác giả. Cô thi vào trường Kofu Ichi đồng thời cũng tham gia vào CLB thiên văn học và vẽ . Những kinh nghiệm này đã ảnh hưởng rất nhiều đến công việc sau này của cô bao gồm manga Sailor Moon và những bộ trước đó như Love Call và Rain Kiss. Cũng vào thời điểm này, cô có ước mơ trở thành một mangaka. Tuy nhiên, bố cô nói rằng cô nên học thêm một chuyên môn khác để phòng trường hợp không may. Bởi vậy, cô đã học thêm hoá học.
Trong quá trình học tại đây, Naoko Takeuchi đã hợp tác với Kodansha lúc mới 19 tuổi. Sau đó, cô phát hành manga Love Call rồi nhận được một giải thưởng Nakayoshi dành cho mangaka mới từ manga này. Nó được in trong tạp chí Nakayoshi Deluxe vào tháng 9 năm 1986. Sau đó, cô tốt nghiệp trường đại học Kyoritsu ở Pharmacy và nhận được một tấm bằng về hoá học. Cô trở thành một dược sĩ. Luận văn tốt nghiệp của cô có tiêu đề là: "Hiệu quả ảnh hưởng
của Thrombolytic được tăng cường do sóng siêu âm".
Tiếp đó, cô làm việc tại bênh viện Keio. Cô nói rằng mình vẫn còn rất thích vẽ manga nhưng bởi cô phải rất vất vả mới lấy được tấm bằng dược sĩ nên cô muốn dùng nó. Và mặc dù rất bận rộn với công việc, biên tập viên của cô vẫn tiếp tục khuyến khích cô vẽ manga.

## Sự nghiệp

### Làm việc choKodansha
Naoko sau đó chỉ đều đặn cho xuất bản những bộ manga ngắn cho đến khi sáng tác manga Maria. Maria là serial manga đầu tiên của cô được dựa vào tiểu thuyết Daddy-Long-Legs (Ông Bố Chân Dài) và bạn cô – Marie Koizumi – cũng giúp cô hoàn thành nó.
Sau đó, cô tiếp tục sáng tác manga The Cherry Project. Nó kéo dài ba tập và nói về môn trượt băng nghệ thuật. Khi bộ manga này hoàn thành, cô muốn viết tiếp một manga nữa về vụ trụ và những nữ chiến binh. Biên tập viên của cô – Fumio Osano (biệt danh là Osa-P) – đã đề nghị cô cho những nữ chiến binh đó mặc đồ thủy thủ. Và từ đó, manga Codename: Sailor V ra đời.
Khi manga Sailor V sắp được chuyển thành anime, cô đã viết thêm một manga mới và thêm vào đó bốn chiến binh thủy thủ khác. Manga Sailor Moon sau đó được sáng tác và trở nên nổi tiếng không chỉ trong mà còn ngoài nước. Trong quá trình sáng tác Sailor Moon, cô cũng tiếp tục cho xuất bản đều đặn cả manga Sailor V cùng một lúc. Tuy nhiên, tạp chí đăng manga Sailor V lại bị ngưng xuất bản. Dự án chuyển thể Sailor V cũng như Sailor Moon thành anime cũng bị hoãn lại cùng với tạp chí.
Tiếp đó, cô sáng tác tiếp manga PQ Angels . Nó cũng thu hút được một số lượng độc giả nhưng lại bất ngờ bị ngưng bởi Kodansha làm mất bảy trang trong tập bản thảo. Có thể là nó được dự định chuyển thành anime vì từng có lời đồn là Toei đang giữ bản thảo đó.

### Thành lập PNP
PNP thành lập theo kế hoạch của Naoko. Cô thành lập công ty này chủ yếu để chính thức sở hữu manga Sailor Moon. Sau này, công ty cũng sở hữu những bộ manga của Togashi. Cô tự mình quản lý nó. Tên công ty cũng có trong nhiều đoạn credit âm nhạc như Shin Kaguya Shima Densetsu.

### Rời khỏi Kodansha
Naoko Takeuchi vô cùng tức giận vì bị mất bảy trang tập bản thảo PQ Angels năm 1997. Bộ manga đã được đề nghị xuất bản thành một tập tankoubon nhưng vì những trang bị mất, dự định đó đã bị hủy. Lúc đó, Osano Fumio cũng rời khỏi công ty để làm việc cho một tạp chí shounen. Bởi vậy, kế hoạch xuất bản Materials Collection cũng bị hoãn lại. Naoko Takeuchi rời khỏi Kodansha . Cô đến Shueisha với hi vọng có thể tìm hiểu thêm về nền công nghiệp manga và những bản thảo bị mất. Đây cũng khoảng thời mà cô gặp Yoshihiro Togashi.

### Làm việc cùng Togashi & kết hôn
Trong Manga Princess Naoko Takeuchi Back-To-Work Punch, cô đã nói rằng mình gặp Yoshihiro Togashi tại một cuộc họp và sau đó đã nhờ Megumi Ogata – diễn viên lồng tiếng cho Sailor Uranus – sắp xếp một cuộc gặp riêng giữa họ. Cô làm việc cùng Yoshihiro Togashi với vai trò là phụ tá và là quản lý của tập 1 manga Hunter x Hunter. Tuy nhiên, sức ép công việc cũng như những yêu cầu của nó nhiều hơn cô nghĩ nên cô đã nhanh chóng rút lui.
Trong khoảng thời gian này, cô cũng có ý tưởng cho bộ manga Toki*Meka mà sau đó được đổi tên thành Toki*Meca. Lúc đó, Togashi cũng có một ý tưởng tương tự nhưng có vẻ như nó không bao giờ được thực hiện. Sau đó, Togashi cũng có góp ý cho cô trong việc phát triển những ý tưởng đó bằng việc vẽ một số bức phác thảo. Chúng cũng từng được cô giới thiệu trong tập một manga Toki*Meka. Sau này, họ đã hẹn hò và kết hôn vào năm 1999. Con trai họ ra đời vào tháng 2 năm 2001. Tuy nhiên họ không công bố tên thật của con trai mình mà chỉ gọi cậu bằng biệt danh là "Petit Ouji", nghĩa là "Hoàng Tử Bé" và được kết hợp từ tiếng Pháp và tiếng Nhật. Năm 2009, trong Tập 27 của Manga Hunter x Hunter, Togashi-sensei có đưa tin trong mục tin ngắn là cả hai đã có đứa con thứ hai.

### Trở lại Kodansha
Khi thời hạn sở hữu Sailor Moon sắp hết hiệu lực. Kodansha rốt cuộc cũng phải thoả thuận với Takeuchi. Cô trở lại Kodansha vào năm 1999 và để nhờ họ xuất bản Materials Collection (đó cũng là một trong số những nguyên nhân mà cô bỏ đi). Cô cũng cho phát hành artbook Infinity Art Collection. Bộ manga đầu tiên sau khi cô trở lại là Love Witch. Tuy nhiên, không hiểu vì sao mà bộ manga này lại bị dừng xuất bản. Takeuchi thì tham gia vào kế hoạch tái bản hai bộ manga là Sailor Moon và Sailor V. Cô cũng sáng tác tiếp one-shot Toki*Meka.
Kodansha hiện tại vẫn còn đang thuyết phục cô để chính thức trở lại với họ nhưng cô đang lưỡng lự bởi trước đây, họ làm mất bản thảo của cô mà lại không để cô tìm lại chúng, đe doạ sẽ không cho in Materials Collection và không cho cô nhận thư của người hâm mộ. Cô cũng không liên lạc với Shueisha mà làm việc tự do và giúp đỡ chồng cô sáng tác manga Hunter X Hunter.

### Thành lập website chính thức
Naoko Takeuchi đã thành lập website chính thức của manga Sailor Moon với sự giúp đỡ của Bandai. Việc thành lập website trùng với thời điểm quay Live Actiton của bộ Sailor Moon. Vì vậy, cô đã cập nhật những thông tin về tiểu sử nhân vật, hình ảnh và những phần khác mà cô có tham gia. Sau khi Live Actiton kết thúc, website đã thay đổi và hầu như chẳng được cập nhật tin gì thêm. Còn hiện nay, website có những thông tin về những anime của những manga được tái bản, những đoạn anime ngắn và tiểu sử. Website vẫn còn tiếp tục duy trì.

### Làm việc cho Sailor Moon Live Action
Naoko Takeuchi có trách nhiệm vô cùng nặng nề trong Live Action của Pretty Guardian Sailor Moon. Chẳng hạn như việc cô phải thiết kế trang phục cho thủy thủ Luna. Trong một cuộc phỏng vấn, Naoko đã từng đề cặp đến việc mình hiện đang rất hứng thú trong việc tìm hiểu thêm về nền công nghiệp anime. Đỉnh cao của việc này chính là việc quay Live Action Pretty Guardian Sailor Moon. Live Action có rất nhiều chi tiết đáng tin cậy hơn manga và cũng trình diễn nhiều bài hát chủ đề mà manga không thể nào làm được. Trong Act Zero của Live Action, cô đã xuất hiện và giơ nắm tay của mình lên, nghĩa là chúc cho bộ phim gặp nhiều may mắn. Ngoài ra, trong suốt thời gian làm việc cho Live Action, cô không hề sáng tác một manga mới nào.

### Trở lại công việc vẽ Manga
Sau khi Live Actitonn kết thúc, cô tiếp tục công việc cũ của mình với manga Toki*Meca. Trong thời gian sáng tác manga này, Fumio Osano trở lại làm biên tập viên cho cô. Và cũng trong thời gian này, cô cũng chú tâm hơn trong công việc của công ty mình – PNP – và còn đi thảo luận với nhiều sinh viên đại học. Ngoài ra, cô vẫn quan tâm đến website của mình và cập nhật tin tức hay những đoạn anime ngắn mới một tháng một lần.

### Vẽ tranh minh hoạ cho các truyện
- Mermaid Panic Volumes 1-3 (được viết bởi Marie Koizumi)
- Atashi No Wagamama (được viết bởi Marie Koizumi)
- Zettai, Kore o Ubbatte Miseru (được viết bởi Marie Koizumi)

### Viết sách
- Oboo-nu- to Chiboo-nu- (được minh hoạ bởi Yoshihiro Togashi). Một cuốn sách dành cho trẻ em được viết cho sinh nhật của con trai cô.

### Viết lời bài hát
Takeuchi đã viết lời cho rất nhiều bài trong anime Sailor Moon và cả trong live action của nó. Hầu hết đều là bài hát dành riêng cho một số nhân vật nhưng trong đó cũng có vài bài hát chủ đề. Dưới đây là danh sách:
- Ai wo Shinjiteru ("Believe in Love") (Tin vào tình yêu) — Bài hát dành riêng cho Sailor Moon
- Chikara wo Awasete ("Combining Power") (Kết hợp sức mạnh) — Bài hát dành riêng cho Taiki/Sailor Star Maker
- Ginga Ichi Mibun Chigai na Kataomoi ("Unrequited Love a Station Apart in the Galaxy") (Tình yêu đơn phương một ngôi sao trong vũ trụ) — Bài hát dành riêng cho Seiya/Sailor Star Fighter
- Honoo no Sogekimono (Flame Sniper) (Cung thủ lửa) — Bài hát dành riêng cho Sailor Mars.
- Initial U — Bài hát dành riêng cho Sailor Uranus
- Katagoshi ni Kinsei ("Venus Over my Shoulder") (Venus trên đôi vai của tôi) — Bài hát dành riêng cho Sailor Venus
- Kirari*SailorDream! ("Sparkling Sailor Dream!") (Hãy toả sáng! Hỡi những mơ ước của các chiến binh!)— Bài hát chủ đề của Pretty Guardian Sailor Moon
- Luna! — Bài hát dành riêng cho Luna.
- Mayonaka Hitori ("Alone At Midnight") (Cô đơn lúc giữa đêm) — Bài hát dành riêng cho Yaten/Sailor Star Healer
- Over Rainbow Tour (Khắp cuộc dạo chơi bên cầu vòng) — Bài hát dành riêng cho Sailor Moon
- Princess Moon (Công chúa Mặt Trăng) — Kết thúc thứ hai.
- "Rashiku" Ikimasho ("I'll Go With My Looks") (Tôi sẽ tiến lên dưới cái nhìn của mình) — Bài hát kết thúc của phần SuperS
- Route Venus — Bài hát dành riêng cho Sailor Venus (Sailor Moon R)
- Sailor Star Song — Bài hát chủ đề của Sailor Stars
- Sailor Team no Theme (Sailor Team's Theme) (Bài hát của đội Thủy thủ)
- Senshi no Omoi (Feelings of a Soldier) (Tình cảm của một chiến binh) — Bài hát dành riêng cho Sailor Neptune
- We Believe You — Bài hát dành riêng cho Sailor Jupiter.

## Tác phẩm

### 1987 - 1988: Chocolate Christmas (チョコレート・クリスマス)
Phát hành từng kỳ trên Nakayoshi, 1 Vol.
Câu chuyện về một cô gái cô đơn trong đêm Giáng Sinh, nghe được giọng một DJ trên Radio (Choco-san) và cô siêu đổ hoàn toàn với giọng nói ấy. Nó được in thành một tập tankobon gồm hai one-shot:
Chocolate Christmas (12/1987 đến 02/1988)
Wink Rain (07/1988 đến 09/1988)

### 1989 - 1990: Maria (ま・り・あ)
Phát hành từng kỳ trên Nakayoshi, 1 Vol.
Một câu chuyện được sáng tác dựa theo tiểu thuyết Daddy-Long-Legs của Jean Webster. Cha của Maria qua đời khi cô còn nhỏ, lúc này cô sống cùng với mẹ. Nhưng mẹ cô phải nằm viện. Đột nhiên cô nhận được giải thưởng là một học bổng du học ở một học viện rất chất lượng. Nhà hảo tâm bí ẩn đó là ai đây ? Maria quyết tâm tìm cho ra người ấy.

### 1990 - 1991: The Cherry Project (Theチェリープロジェクト)
Phát hành từng kỳ trên Nakayoshi, 2 Vols.
Cô gái 14 tuổi tên là Chieri Asuka là một vận động viên trượt băng nghiệp dư. Thần tượng của cô là nam vận động viên vô địch Tsuzuki Masanori. Masanori đi tìm người trượt cặp với mình. Một dịp may đưa họ đến với nhau nhưng Chieri lại có thêm nhiều đối thủ. Một nhân vật trong manga này đã từng được xuất hiện trong manga Sailor Moon.

### 1991 - 1997: Codename: Sailor V (コードネームはセーラーV)
Phát hành từng kỳ trên Run-Run - 3 Vols.
Phiên bản đầu tiên của bộ Bishoujo Senshi Sailor Moon. Bộ này cho thấy sự xuất hiện và gặp gỡ của Minako với con mèo Artemis, phần này không có trong manga Sailor Moon. Manga này kể về một cô gái bí ẩn tên Sailor V. Nhân vật nữ chính trong bộ truyện là Minako Aino với biệt danh Sailor V và cũng là người sẽ trở thành một nhân vật phụ trong bộ truyện tiếp theo, Sailor Moon. Sau khi Sailor Moon kết thúc, tác giả mới tiếp tục sáng tác phần kết cho câu truyện. Trong kết thúc đó, Naoko cũng nối hai manga lại với nhau. Manga Codename: Sailor V được xuất bản thành ba tập và được tái bản vào năm 2004 trong hai tập siêu dày với khổ "Renewal Edition" (新装版 Shinzōban").

### 1992 - 1997: Pretty Soldier Sailor Moon (美少女戦士セーラームーン)
Phát hành từng kỳ trên Nakayoshi, 1992-1997, 18 Vols
Còn được biết đến với cái tên đơn giản là Sailor Moon. Manga này là tác phẩm nổi tiếng nhất của Naoko Takeuchi. Nó được chuyển thành anime, phim, nhạc kịch và còn có cả một live action cùng với rất nhiều trò chơi ở nhiều thể loại. Kết hợp giữa hai thể loại mahō shōjo và sentai, Sailor Moon kể về Usagi Tsukino, một cô gái bình thường bỗng một ngày đột nhiên phát hiện ra rằng cô chính là kiếp sau của một người nữ anh hùng đã từng chiến đấu cho tình yêu và chính nghĩa trong quá khứ. Manga này có sức ảnh hưởng rất lớn đến các manga và anime kể về những cô gái phép thuật trong những năm cuối thập niên 1990. Manga này được xuất bản thành 18 tập nhưng trong lần tái bản năm 2003 và 2004 thì còn 12 tập trong khổ siêu dày "Renewal Edition" (新装版 Shinzōban). Ngoài ra, nó còn được bổ sung thêm 2 tập phụ trương bao gồm những truyện ngoài lề công việc chính. Nhân vật Sailor V trong manga Codename Sailor V cũng được xuất hiện lại trong manga này với cái tên mới: Sailor Venus.
Part 1:Tsukino Usagi gặp gỡ tình cờ với con mèo Luna, một con mèo đen bí ẩn, từ đó cô có khả năng biến thân thành Thủy thủ Mặt Trăng. Đội Thủy thủ Mặt Trăng được thành lập với sự gia nhập của Thủy thủ Sao Thủy, Thủy thủ Sao Hỏa, Thủy thủ Sao Mộc và Thủy thủ Sao Kim và họ cùng nhau đi tìm công chúa Serenity, nàng công chúa của vương quốc mặt trăng, họ chiến đấu cho tình yêu và công lý chống lại nữ hoàng Beryl, kẻ thù của họ.
Part 2: Từ Neo-Tokyo (Tokyo tương lai) Chibi Usagi đã xuất hiện, con gái tương lai của Usagi và Mamoru, cô bé này đến để nhờ Usagi giúp đỡ chống lại những kẻ hắc ám ở Neo-Tokyo.
Part 3: Một Thủy thủ Sao Thiên Vương rất lịch lãm, một Thủy thủ Sao Hải Vương rất duyên dáng và một Thủy thủ Sao Diêm Vương rất xinh đẹp đã xuất hiện ! Manga này có nét vẽ tuyệt vời, câu truyện cực kỳ hấp dẫn, hứng thú và dễ đọc, một thể loại hài hước nhẹ nhàng. Một sự đột phá mạnh mẽ. Mối quan hệ giữa Uranus và Neptune là một minh chứng hùng hồn cho điều này.
Part 4: Xuất hiện một chú ngựa bạch Pegasus huyền thoại và một chàng trai tuấn tú tên là Erios, cùng các đối thủ mới từ một đoàn xiếc có tên Amazon. Kết thúc phần này, Thủy thủ mặt trăng Chibi có thêm 4 chiến binh hộ vệ kế thừa mới!
Part 5: Có nhiều hành tinh bên ngoài hệ mặt trời, đã đến lúc gặp gỡ các thủy thủ đến từ vũ trụ: Thủy Thủ Các Vì sao. Bây giờ thì Sailor Moon đã kết thúc, mọi người mong đợi Nakayoshi sẽ tung ra các ấn bản đại hạ giá như thời kỳ Shounen Jump đã làm sau bộ Dragon Ball.
Bộ truyện đã được giải thưởng manga hay nhất hàng năm của Nhà xuất bản Kodansha năm 1993.

### 1993: Miss Rain (ミス・レイン)
Tuyển tập truyện ngắn, đăng từng kỳ trên Nakayoshi, 1 Vol.
Một tuyển tập các câu truyện ngắn lãn mạn, bao gồm:
- Miss Rain (July 1990)
- Boku no Pierce Girl (May 1989)
- July Marmalade Birthday (July 1989)
- Maigo no Swing (February 1988)
- Itsumo Issho ne (April 1987)

### 1986 - 1997: Prism Time (プリズム・タイム)
Tuyển tập truyện ngắn, đăng từng kỳ trên Nakayoshi, 2 Vols.
Những tuyển tập này gồm có những tác phẩm khác mà Naoko Takeuchi vẽ trước bộ Love Call và một truyện (Yume Ja Nai No Ne) được vẽ khi cô còn ở trung học và những tác phẩm đầu tay khác của cô. Nó được in thành 2 tập và được phát hành vào năm 1995 và 1997 theo một thứ tự định sẵn.
- Vol 1:

- Gradation 1, Tamaki Peppermint (4/1987)
- Gradation 2, Saura Sunset (5/1987)
- Gradation 3, Mizuki Moonglow (6/1987)
- Gomen Ne Wednesday (12/1988)
- Vol 2:

- Rain Kiss
- Yume Miru Rainy Button (2/1987)
- Secret Nna Kata Omoi (10/1986)
- Love Call (9/1986)
- Yume Ja Nai No Ne (được vẽ lúc 18 tuổi, manga chính thức đầu tiên của cô) (11/1985)

### 1997: PQ Angels (ＰＱエンジェルス)
Manga nói về hai cô gái ngoài hành tinh với khả năng có thể biến thành gián trong cuộc tìm kiếm công chúa của họ. Bộ truyện này đúng là một thảm hoạ đối với Takeuchi: bị ngừng nửa chừng chỉ sau bốn chương và Kodansha làm mất bằng chứng của khoảng lợi nhuận cho những chương đã được xuất bản. Với những lý do trên, nó chỉ được xuất hiện nguyên bản từ tháng 9 đến tháng 12 năm 1997.

### 1998: Princess Naoko Takeuchi's Return-to-Society Punch!!
Một loạt những cột tranh ngắn nói về những gì Naoko làm sau khi Sailor Moon kết thúc. Nó được sáng tác trong nhiều năm dưới nhiều cái tên khác nhau và kể chi tiết về sự lên xuống thất thường của giấy viết thư Sailor Moon cũng như những cuộc họp, đám cưới và gia đình của cô với một đồng nghiệp của mình: Yoshihiro Togashi. Nó được đăng trên tạp chí Young You của Shueisha chứ không phải của Kodansha và vẫn chưa được tập hợp lại kể từ khi ra bản nguyên gốc. Chúng cũng tương tự như những cột tranh trong "____ Punch!" với cùng kích thước ở cuối một số tập Sailor Moon khổ "Renewal Edition".

### 2001: Toki☆Meka! (とき☆メカ!)
Một one-shot về robot (Mecha), người tạo ra cô và chuyến hành trình của họ.

### 2002: Love Witch (ラブ ウィッチ)
Manga về một cô gái nhận được một lọ dầu thơm rồi trở thành một phù thủy nhưng với một cái giá vô cùng "cao". Sau ba chương và một phụ trương, manga đã bị ngưng nửa chừng mà không có bất cứ một lời giải thích. Ngoài ra, manga cũng không được tái bản trong bất cứ tạp chí nào.

### 2005 - 2006: Toki☆Meca! (とき☆めか!)
Một manga kế tiếp one-shot nguyên gốc của nó - Toki☆Meka! - và được bắt đầu sau khi Sailor Moon và Sailor V được tái bản. Phần đầu tiên được đăng trong tạp chí của Nakayoshi từ tháng 2 đến thàng 4 năm 2005. Sau đó, Naoko đã tiếp tục từ chỗ bị gián đoạn và hứa rằng cô sẽ sáng tác nó sau. Phần hai của manga được bắt đầu vào tháng 11 năm 2005. những chương của nó cũng được tập hợp lại thành một quyển và được phát hành vào tháng 8 năm 2005. Manga này chính thức kết thúc vào tháng 5 năm 2006. Điều này cũng làm cho Toki☆Meca! là manga dài đầu tiên mà Naoko hoàn thành ngoại trừ hai bộ Sailor Moon và Codename wa Sailor V.